# Guillermo Díaz Zambrano
Guillermo Díaz Zambrano (29 de desembre de 1930 - 25 de setembre de 1997) fou un futbolista xilè.

## Selecció de Xile
Va formar part de l'equip xilè a la Copa del Món de 1950.